# Saint-Gervais-en-Belin

Saint-Gervais-en-Belin este o comună în departamentul Sarthe, Franța. În 2009 avea o populație de 1,967 de locuitori.